# Tsuneyasu Miyamoto
Tsuneyasu Miyamoto (宮本 恒靖 Miyamoto Tsuneyasu?,  nacido el 7 de febrero de 1977 en Tondabayashi, Osaka) es un exfutbolista y actual entrenador japonés. Jugaba de defensa y su último club fue el Vissel Kobe de Japón. Actualmente dirige a Gamba Osaka de la J1 League de Japón.

## Biografía
Miyamoto inició su carrera profesional en el Gamba Osaka, debutando en la J. League el 24 de junio de 1995. En el club de Osaka permaneció once temporadas, siendo la más exitosa en 2005, en que conquistó el título de Liga y fue subcampeón de Copa. En enero de 2007 disputó la final de la Copa del Emperador contra el Urawa Red Diamonds (0-1), siendo ese su último encuentro con la camiseta del Gamba Osaka, ya que en el mercado se invierno se incorporó al Red Bull Salzburg austriaco, ganando la Bundesliga ese mismo año. 
En enero del 2009, abandona el equipo autriaco para fichar por el Vissel Kobe de la J. League Division 1.

### Selección nacional
Con la selección de Japón ha jugado 71 partidos internacionales y ha anotado 3 goles (hasta junio de 2007). Su debut con la selección absoluta se produjo 18 de junio de 2000, en un partido amistoso entre Japón y Bolivia. Previamente, había sido internacional en varias categorías inferiores y con la selección olímpica en Sídney 2000. 
Miyamoto fue titular fijo en su selección bajo la dirección de Philippe Troussier y Zico. Asumió la capitanía del combinado nacional durante el Mundial 2002. En esta cita Miyamoto se hizo famoso por jugar con una llamativa máscara protectora, como consecuencia de una fractura en la nariz. Posteriormente fue el capitán de la selección japonesa en la Copa Confederaciones de 2003 y 2005, y en la Copa Asiática de 2004. Este último campeonato fue ganado por los nipones y Miyamoto fue elegido en el equipo ideal del torneo. Abandonó la capitanía tras participar en el Mundial de Alemania 2006. Tras la cita mundialista y con la llegada de Ivica Osim como seleccionador, Miyamoto ha dejado de ser convocado.

## Participaciones en torneos internacionales
| Mundial                               | Sede                | Resultado    |
| ------------------------------------- | ------------------- | ------------ |
| Copa Mundial de Fútbol Sub-17 de 1993 | Japón               | 4° de final  |
| Copa Mundial de Fútbol Sub-20 de 1997 | Malasia             | 4° de final  |
| Juegos Olímpicos de Sídney 2000       | Australia           | 4° de final  |
| Copa Mundial de Fútbol de 2002        | Japón Corea del Sur | 8° de final  |
| Copa Confederaciones 2003             | Francia             | Primera fase |
| Copa Asiática 2004                    | China               | Campeón      |
| Copa Confederaciones 2005             | Alemania            | Primera fase |
| Copa Mundial de Fútbol de 2006        | Alemania            | Primera fase |

## Clubes
| Club              | País    | Año       |
| ----------------- | ------- | --------- |
| Gamba Osaka       | Japón   | 1995-2006 |
| Red Bull Salzburg | Austria | 2007-2008 |
| Vissel Kobe       | Japón   | 2009      |

## Palmarés

### Campeonatos nacionales
| Título     | Club    | País              | Año  |
| ---------- | ------- | ----------------- | ---- |
| J1 League  | Japón   | Gamba Osaka       | 2005 |
| Bundesliga | Austria | Red Bull Salzburg | 2007 |